# Especially for You ~Yasashisa ni Tsutsumarete~
Albums de Wink
At Heel Diamonds
(1988) Twin Memories
(1989)
Singles
Especially For You, sous-titré Yasashisa ni Tsutsumarete (優しさにつつまれて) sur la fiche de présentation accompagnant le disque, est le 2e album original du duo japonais Wink, sorti en 1989, en exceptant un mini-album.

## Présentation
L'album sort le 26 avril 1989 au Japon sous le label Polystar, cinq mois après le mini-album At Heel Diamonds. Il atteint la 1re place de l'Oricon, et reste classé pendant 25 semaines.
Deux des chansons de l'album, Namida wo Misenaide ~Boys Don't Cry~ et Only Lonely, étaient déjà parues sur le single Namida wo Misenaide ~Boys Don't Cry~ sorti le mois précédent. Quatre autres chansons sont interprétées en solo : Baby Me et Hiki Tomenaide par Shoko Aida, et Take Me To Heaven et Yasashiku Aishite... par Sachiko Suzuki. Tous les titres de l'album, excepté Remember Sweet, sont des reprises de chansons occidentales adaptées en japonais :
- Especially For You est une reprise de la chanson homonyme de Kylie Minogue et Jason Donovan sortie en single en 1988 ;
- Baby Me est une reprise de la chanson homonyme de Holly Knight parue en album en 1988, reprise et sortie en single par Chaka Khan la même année ;
- Glass no Kokoro... est une reprise de Heart of Glass de Blondie, single de 1979 ;
- Only Lonely est une reprise de Body Language de The Dooleys, single de 1980 ;
- Take Me To Heaven est une reprise de la chanson homonyme (alias För fulla segel en VO) de Annica, parue en album en 1988 ;
- Oshare Dorobō est une reprise de la chanson I'm Gonna Be Warm This Winter de Connie Francis sortie en single en 1962 ;
- Hiki Tomenaide est une reprise de la chanson You Got Me in Trouble de Debbie Harry parue en album en 1986 ;
- Yasashiku Aishite... est une reprise de la chanson Let's Make Love de The Nolans parue en album en 1979 ;
- Namida wo Misenaide ~Boys Don't Cry~ est une reprise de Boys Don't Cry du groupe Moulin Rouge sortie en single en 1988 ;

## Liste des titres
| 1.  | Especially For You                                        | Stock Aitken Waterman / Motoki Funayama      | 4:09 |
| 2.  | Baby Me                                                   | H.Knight, B.Steinberg / Takao Sugiyama       | 3:45 |
| 3.  | Glass no Kokoro ~Heart of Glass~ (硝子の心 ...)           | Debbie Harry, Chris Stein / Motoki Funayama  | 4:02 |
| 4.  | Only Lonely                                               | B. Findon, M. Meyers, R. Pucci / M. Funayama | 4:36 |
| 5.  | Take Me To Heaven                                         | M.Ingman, B.Glenmark / Takao Sugiyama        | 3:36 |
| 6.  | Oshare Dorobō (おしゃれ泥棒)                              | Mark Barkan, Hank Hunter / Yoko Morimoto     | 3:05 |
| 7.  | Remember Sweet                                            | Neko Oikawa/Kazuya Amikura/Shingo Kobayashi  | 4:20 |
| 8.  | Hiki Tomenaide (ひきとめないで)                           | Debbie Harry, Seth Justman / Takao Sugiyama  | 4:22 |
| 9.  | Yasashiku Aishite... (優しく愛して…)                      | Ben Findon, Michael Myers / Kei Wakakusa     | 4:10 |
| 10. | Namida wo Misenaide ~Boys Don't Cry~ (涙をみせないで ...) | Matjaz Kosi / Motoki Funayama                | 3:41 |

Notes
1. 1 2 3 4 5  paroles japonaises de Neko Oikawa
2. 1 2  paroles japonaises de Yukinojo Mori
3. ↑  paroles japonaises de Kei Wakakusa
4. ↑  paroles japonaises de Yoko Morimoto